# Николай Морозов (революционер)
Николай Александрович Морозов (Борок – 7 юли 1854 г., Борок – 30 юли 1946 г.) е руски революционер, прекарал около 25 години в затвора за революционна дейност срещу царското правителство. Той е бил и академик, публикувал трудове в различни области на науката и историята, и пионер на авиацията в Русия. На 88-годишна възраст служи за кратко в Червената армия като снайперист по време на Великата отечествена война, превръщайки се в най-възрастния известен боец от войната.

## Ранен живот и революционна дейност
Морозов като студент[ неясно? ]
Син на богат земевладелец и крепостна жена, обвързана с имота му, Морозов е роден в село Борок в Ярославска губерния. Първоначално е получил домашно образование, преди да започне да учи във Втора московска гимназия през 1869 г. Не харесва учебната програма, особено латинския език и божественото право. Основава неформален кръжок за самообразование по естествени науки. Посещава и лекции в Московския университет, преоблечен в студентска униформа. Изключен е от училище за разпространение на научно списание, което не е било одобрено от цензурния отдел. Проявявайки ранен интерес към политиката, той е в полицейски списък за наблюдение още като студент. Присъединява се към кръжока на Пьотър Чайковски и участва активно в разпространението на пропаганда сред селяните в Московска, Воронежка и Курска губернии, преди полицейското преследване да го принуди да се върне в Москва. Премества се в Санкт Петербург, преди да замине за Женева през 1874 г.
През 1875 г. се завръща в Русия и е арестуван на границата, но е освободен, след като баща му плаща гаранцията. Той отново се посвещава на революционна дейност, разпространявайки пропаганда сред селяните в Саратовска губерния.
През 1878 г., след завръщането си в Санкт Петербург, Морозов е член на групата „Земя и свобода“, където е съредактор на нейния вестник „Земя и свобода“ (заедно със Сергей Степняк-Кравчински). Когато групата се сблъсква с вътрешна криза относно тактиките, тя се разделя на две през август 1879 г. Морозов отхвърля продължаващото използване на пропаганда за постигане на социални промени и вместо това се застъпва за използване на преки действия. Той се присъединява към по-радикалната от двете фракции, „Народная воля“, и в крайна сметка става един от нейните лидери.
През 1880 г. Олга Любатович и Морозов напускат „Народная воля“ и отиват да живеят в Женева и Лондон, където се запознават с Карл Маркс. Докато е в изгнание, Морозов пише „Борбата с тероризма“ – брошура, в която обяснява възгледите си за това как да се постигне демократично общество в Русия. Той се застъпва за голям брой малки, независими терористични групи и твърди, че този подход ще затрудни залавянето на терористите от царската тайна полиция. Това би помогнало и за предотвратяване на идването на власт на малка група лидери, които да формират олигархични диктатури след свалянето на царя.
Морозов се завръща в Русия, за да разпространява „Терористическа борба“ на 28 януари 1881 г., но е арестуван на границата. Той е затворен в Сувалки. Олга Любатович, току-що станала майка, решава да се опита да спаси Морозов. Планът ѝ обаче не се удава и тя е арестувана и изпратена в Сибир през ноември 1882 г.

## По-късна кариера и идеи
Между 1882 и 1905 г. Морозов е затворен в Петропавловската крепост (в Санкт Петербург) и в Шлиселбургската крепост заради политическата си дейност. През този период той пише политически стихове и започва интензивни изследвания в областта на физиката, химията, астрономията и историята. След като получава разрешение да използва богословска литература, той научава иврит и започва задълбочено изучаване на библейската история. След освобождаването си през 1905 г. преподава химия и астрономия в университета в Санкт Петербург. Участва в руските законодателни избори през октомври 1907 г. и печели избори за член на Думата, но властите касират изборите в Мологски окръг, като по този начин попречват на бившия затворник да заеме мястото си. Той става член на много научни асоциации, включително Руския аероклуб. Заради публикуването на книгата му „Песни на звездите“ през 1910 г. е затворен за още една година (1912 до 1913 г.).
Морозов става пионер на аеронавтиката в Русия през второто десетилетие на XX век. Той лети със самолети и балони, включително над Шлиселбургската крепост, където е бил затворен, и изнася лекции в авиационно училище. Предлага парашутна система, която се отваря автоматично, и специални костюми за полети на голяма надморска височина. По време на Първата световна война Морозов отива на фронта през 1915 г. като делегат на Всеруския земски съюз, за да помага на болните и ранените.
След Октомврийската революция от ноември 1917 г. Морозов не се интересува особено от политика; никога не се присъединява към Комунистическата партия. Въпреки това Анатолий Луначарски (комисар по образованието от 1917 до 1929 г.) го назначава през 1918 г. да ръководи Института по естествени науки „П. С. Лесгафт“ в Петроград (Ленинград), позиция, която Морозов запазва до смъртта си на 92-годишна възраст. Въз основа на астрономически записи като тези в Алмагест той предполага, че голяма част от човешката история е фалшифицирана. Неговите теории за хронологията на Близкия изток и Израел преди първи век пр.н.е. по-късно привличат вниманието на Анатолий Фоменко, който основава на тях собствената си Нова хронология.
В преклонните си години Морозов създава лаборатория в родния си град Борок, северно от Углич, за да наблюдава и изучава „вътрешните води“. През 1932 г. е обявен за почетен член на Съветската академия на науките.
През 1942 г. Морозов, тогава на 88 години, се записва в Червената армия, за да участва в Германо-съветската война. През 1939 г. той е завършил курс по снайперска стрелба и твърди, че работи върху нов телескопичен мерник, който се нуждае от полеви тестове, заплашвайки, че ако не му бъде позволено да се запише, ще помоли самия Йосиф Сталин да се намеси. Военното ръководство се предава и го записва. През декември 1942 г. е назначен в батальон в района на Волхов по време на блокадата на Ленинград като снайперист. Стреля точно, въпреки че се нуждае от очила, и веднъж прекарва половин ден в засада в снега, преди да убие немски офицер. Използва академичното си обучение, за да подобри ефективността си като снайперист, изучавайки траекторията на куршумите си и правейки корекции за влажност и вятър. След месец е изтеглен от фронтовата линия – въпреки протестите си. Няколко месеца по-късно безуспешно настоява да бъде върнат на фронта. През 1944 г. е награден с медал „За отбраната на Ленинград“ и орден на „Ленин“. Морозов умира на 30 юли 1946 г. на 92-годишна възраст.
Неговата мемориална къща в Борок, близо до гроба му, е отворена за обществеността. Астероидът 1210 Моросовия е кръстен в негова чест.

## В киното
- Дед Морозов. В ролята на Николай Морозов – Аристарх Ливанов. Сериен (2020 – 2023).[7]